# Petre Sergescu

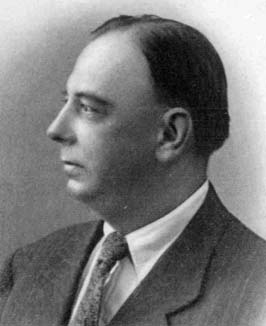
Petre Sergescu

Petre (Pierre) Sergescu (* 17. Dezember 1893 in Drobeta Turnu Severin; † 21. April 1954 in Paris) war ein rumänischer Mathematiker und Mathematikhistoriker.

## Leben
Der aus einer Akademikerfamilie stammende Sergescu besuchte die Grund- und Sekundarschule seiner Heimatstadt und das angesehene Traian-College. Er schrieb bereits in dieser Zeit Beiträge für die Gazeta Matematica und gewann 1912 einen Wettbewerb dieser Zeitschrift. Ab 1912 studierte er an der Universität Bukarest Mathematik bei Gheorghe Țițeica, Dimitrie Pompeiu, Anton Davidoglu, Traian Lalescu, Nicolae Coculescu und David Emmanuel. Außerdem belegte er Kurse an der Philosophischen Fakultät, nahm Unterricht am Konservatorium (er galt als
bemerkenswerter Geiger und Sänger) und leitete von 1914 bis 1916 den Studentenverband von Bukarest.
Nach dem Abschluss des Studiums 1916 begann er am Traian-College zu unterrichten, wurde aber alsbald als Kadett in das Ingenieurkorps der rumänischen Armee eingezogen, die im Ersten Weltkrieg gegen Österreich-Ungarn kämpfte. 1917 kam er in deutsche Kriegsgefangenschaft und wurde in ein Gefangenenlager in Plovdiv überstellt, aus dem er erst Ende 1918 zurückkehrte.
Als Stipendiat setzte er 1919 seine Ausbildung an der Faculté des sciences de Paris und der École normale supérieure fort und belegte am Collège de France Vorlesungen über die Geschichte und Philosophie der Mathematik von Pierre Léon Boutroux. 1922 heiratete er in Paris die aus Polen stammende Maria Kasterska. 1923 verteidigte er vor Gheorghe Țițeica, Traian Lalescu und David Emmanuel seine Dissertationsthesen (Sur les noyaux symétrisables), und 1924 begann er an der Universität und am Polytechnikum zu unterrichten. Ab 1926 war er Professor für analytische Geometrie, ab 1938 für Differential- und Integralrechnung an der Universität Cluj.
Daneben war er Mitbegründer und Mitherausgeber der Zeitschrift Mathematica (Cluj) und organisierte zwei Mathematikerkongresse, den ersten 1929 in Cluj mit Teilnehmern wie Vito Volterra, Paul Montel und Wacław Sierpiński, den zweiten 1932 in Turnu-Severin u. a. mit Arnaud Denjoy, Paul Montel und Wacław Sierpiński. Darüber hinaus war er auch politisch aktiv: als Mitglied von Nicolae Iorgas national-demokratischer Partei, Stadtrat in Cluj und Abgeordneter im Kreis Sălaj. Seit 1937 war er Mitglied der Rumänischen Akademie.
Nach dem Ausbruch des Zweiten Weltkrieges kam Cluj unter ungarische Herrschaft, und Sergescu unterrichtete am Mathematischen Seminar in Timisoara. 1943 wechselte er an die Technische Universität Bukarest, deren Rektor er 1945–46 war. Vor dem kommunistischen Regime flüchtete er 1948 mit seiner Frau nach Paris. 
Dort war von 1947 bis 1950 Präsident der Académie internationale d’histoire des sciences, der er seit 1934 angehörte. Nach dem Tod von Aldo Mieli übernahm er das Amt des Ständigen Sekretärs, das er bis zu seinem Tode wahrnahm.

## Schriften
- Application de la théorie des résidus à la démonstration d’un théorème d’Hermite sur l’indece d’une fraction rationnelle (1922)
- Théorème d’Hermite (1922)
- Quelques inégalités de MM Landau et Lindelöf concernant les fonctions monogènes (1922)
- Extension aux noyaux symétrisables du théorème de Weyl (1922)
- Quelques remarques sur les noyaux symétriques (1924)
- Un probleme sur la composition des noyaux symétriques (1924)
- Sur les noyaux symétriques gauches (1924)
- Module des zéros des dérivées des fonctions bornées (1924)
- Letters from Warsaw (1925)
- Remarque sur le mouvement d’une particule électrisée soumise à l’action d’un point électrique et d’un pôle magnétique confondus (1926)
- Sur les polygones d’aire maximum inscrits dans l’ellipse (1926)
- Remarques sur les zéros de l’équation cubique (1927)
- On the importance of the Laplacian (1927)
- Noyaux symétrisables (théorème de Laguerre) (1927)
- The mathematical thought (1928)
- The first Congress of the Romanian Mathematicians (1928)
- On the 3rd degree equation (1929)
- Sur les modules des racines des équations algébriques (1929)
- Sur les zéros des polynômes (1930)
- Sur les relations scientifiques franco-roumaines (1930)
- Noyaux symétriques gauches, sur le mouvement des particulesé lectrisées (1930)
- Trajan Lalesco (1882–1929) (1931)
- Equations with subunitary roots (1931)
- Quelques points de la théorie des équations algébriques (1932)
- The second congress of the Romanian mathematicians (1932)
- The history of the numerical calculus (1933)
- A sketch of history of mathematical sciences (1933)
- Sur une extension des théoremes de MM Schur et George (1933)
- Les sciences mathématiques (1933)
- Les sciences mathématiques en France (1933)
- Histoire des sciences mathématiques et physiques en Roumaine (1934)
- Sur quelques aspects des mathématiques contemporaines (1934)
- Mathematics by the Romanians (1934)
- On the roots of equations in which the coefficient of xp has the highest absolute value (1935)
- Les mathématiques en Roumaine aux XVIIIe et XIXe siècles (1935)
- Compléments à ma communication du Congrès de Chambéry (1935)
- Sur l’organisation de l’enseignement des mathématiques en Roumanie (1935)
- Les mathématiques dans le « Journal des Savants » 1665–1701 (1936)
- Remarques pratiques sur l’intégration de certaines équations différentielles linéaires (1937)
- Le développement des sciences mathématiques en Roumanie (1937)
- La vie contemporaine des mathématiques (1937)
- Pierre Duhem et le « Système du monde » (1937)
- Les relations franco-roumaines à l’université de Cluj (1937)
- Un soldat oublié de la mécanique cartésienne au début du XVIIIe siècle. Antoine Parent (1666–1726) (1938)
- Dernières batailles pour le triomphe du calcul infinitésimal (1938)
- Rumänische Mathematikstudenten in Paris zwischen 1870 und 1877 (1939)
- Mathématiciens révolutionnaires (1939)
- Les mathématiques à Paris au Moyen-Âge (1939)
- Mathématiciens francais du temps de la Revolution Francaise (1940)
- Sur les limites de J-J Bret (1940)
- Généralisations des limites de J-J Bret (1940)
- Über die Grenzen der absoluten Werte der Wurzeln algebraischer Gleichungen (1940)
- Bemerkung über stationäre osculierende Kurven (1941)
- (mit F. Brătilă): Generalized combinations (1941)
- Quelques dates remarquables dans l’évolution des mathématiques en France (1941)
- Note on stationary osculatory curves (1941)
- Le Professeur G. Bratu (1941)
- Sur les combinaisons généralisées (1941)
- An episode in the struggle for the triumph of differential calculus; the Rolle-Sourin polemic 1702–1705 (1942)
- Sur l’identité des auteurs de quelques articles mathématiques, insérés dans « Le Journal des Savants » 1684–1703 (1942)
- Life and mathematical work of Henri Lebesque (1942)
- Sur l’identité des auteurs de quelques articles de mathématiques, publiés de 1692 à 1703 dans le Journal des Savants (1942)
- Sur une proposition de Cayley (1943)
- Über eine Verallgemeinerung einer homogenen Differentialgleichung erster Ordnung (1943)
- Essais scientifique (1944)
- L’Université de Cluj et ses relations avec l’étranger (1944)
- La littérature mathématique dans la première période (1665–1701) du « Journal des Savants » (1947)
- Le bicentenaire de Gaspard Monge (1947)
- Le centenaire du Père M Mersenne (1948)
- Mersenne l’animateur (8 septembre 1588 – 1 septembre 1648) (1948)
- Le développement de l’idée de l’infini mathématique au XIVe siècle: Conférence faite au Palais de la découverte le 6 décembre 1947 (1948)
- Les recherches sur l’infini mathématique jusqu’à l’établissement de l’analyse infinitésimale (1949)
- Le bicentenaire de la naissance de Laplace (1949)
- Aldo Mieli (1950)
- Pascal et la science de son temps (1950)
- Descartes mathématicien (1950)
- Coup d’oeil sur les origines de la science exacte moderne(1951)
- La contribution de Condorcet à l’Encyclopédie (1951)
- Sur les relations mathématiques franco-roumaines (1952)
- Léonard de Vinci, homme de science (1952)
- Quelques aspects de la vie scientifique en Italie au temps de la Renaissance (1953)
- Histoire du nombre (1953)
- Léonard de Vinci et les mathématiques (1953)
- Notice nécrologique: Pierre Humbert (1954)
- Paul Tannery et la science médiévale (1954)
- D Pompeiu (1873–1954) (1955)
- L’infiniment petit mathématique du Moyen Âge au XIXe siècle (1955)
- Savants français en Hollande (1956)